# Protesi transradiale

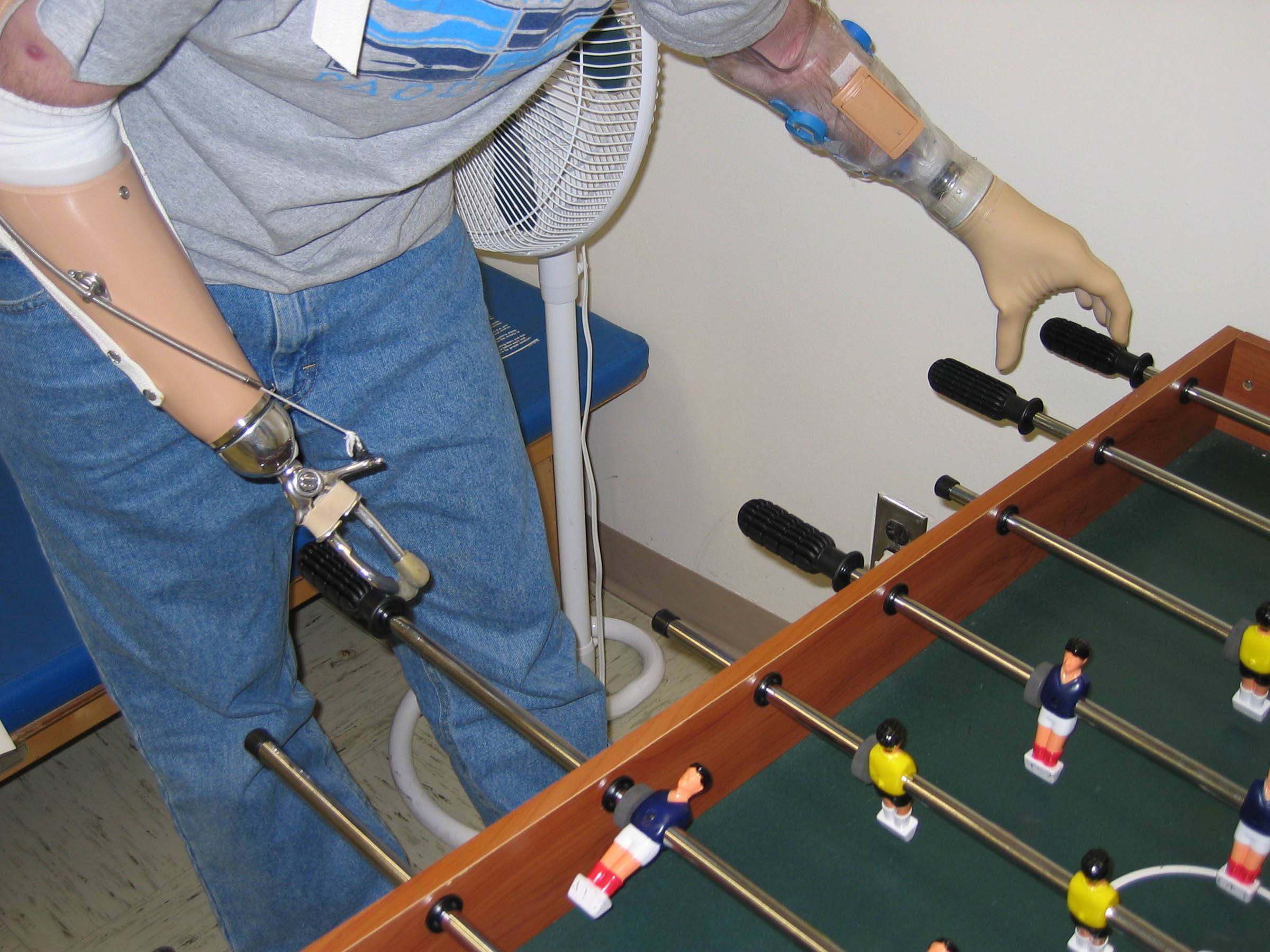
Mutilato dell'esercito USA gioca a calcio balilla con entrambi gli arti superiori muniti di protesi.

La protesi transradiale è una protesi funzionale per il braccio, oggi disponibile in due tipi, entrambi utilizzabili da quelle persone che abbiano subito l'amputazione transradiale del braccio (al di sotto del gomito):
- Protesi comandate tramite cavo: sono supportate da fibbie e funzionano tramite un cavo che si avvolge attorno alla spalla opposta. Sono disponibili mani la cui chiusura/apertura è comandata dal cavo.
- Protesi mioelettriche.  Utilizzano la tensione elettrica che si genera durante la flessione dei grandi muscoli dell'avambraccio.  La differenza di potenziale è rilevata da elettrodi a contatto con la pelle ed è usata come tensione di pilotaggio di uno o più motori elettrici in corrente continua che aprono e chiudono la protesi.

## Protesi a uncino

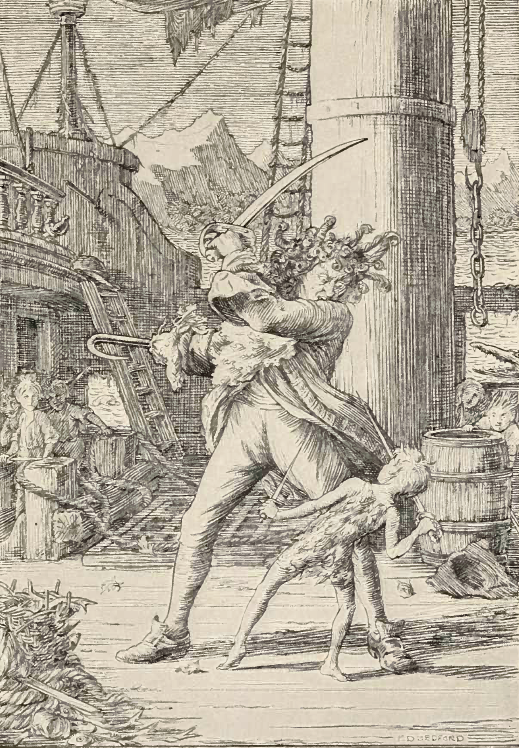
Peter Pan e Capitan Uncino. Da Peter and Wendy di J. M. Barrie.

La protesi transradiale, nell'immaginario collettivo, è spesso associata all'uncino, un dispositivo metallico ricurvo e appuntito, utilizzato come protesi della mano, che ricorre spesso nell'iconografia dei pirati, per quei soggetti che siano privi di una mano per averla persa in battaglia. Il dispositivo esisteva già nel 1500, quando si chiamava "scuarciavallo", e si fissava a una manovella già posizionata e ben salda al polso.